# Освобождённый Иерусалим

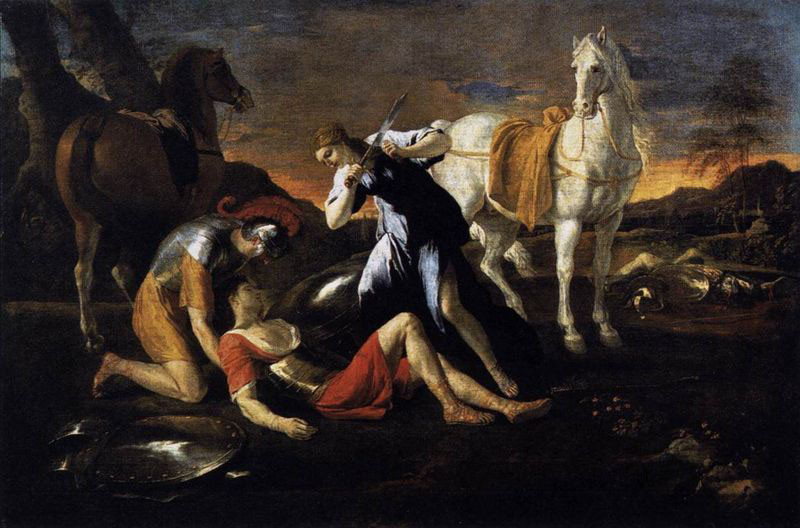
Н. Пуссен. Танкред и Эрминия. 1649. Холст, масло. Картина, основанная на эпизоде поэмы. Эрмитаж, Санкт-Петербург

«Освобождённый Иерусали́м» (итал. La Gerusalemme liberata) — главная героическая поэма Торквато Тассо. Состоит из 15 336 стихов, организованных в 20 песен, написанных октавами. В основе произведения лежат события Первого крестового похода под предводительством Готфрида Бульонского, завершившегося взятием Иерусалима и основанием первого на Ближнем Востоке христианского королевства.

## История создания
Тассо, вероятно, начал сочинять поэму ещё в возрасте 15 лет под названием Иерусалим (Gerusalemme), между 1559 и 1560 гг. во время пребывания в Венеции, однако остановился на 116 октавах. С 1565 года начинается систематическая работа над поэмой, продолжавшаяся десять лет. В 1575 году Тассо представил в целом завершённое произведение своему покровителю герцогу д’Эсте. Тот, восхитившись прочитанным, требовал немедленно выпустить сочинение в свет, но поэт, крайне требовательный к себе и испытывавший тяжёлый духовный кризис, отказался его печатать. Между тем отрывки из «Иерусалима» широко расходились в списках; начали появляться пиратские издания, полные ошибок, неточностей и редакторского произвола. Собственно «Освобождённый Иерусалим», завершённый автором в 1575 г., был опубликовано Челио Малеспини в Венеции без разрешения поэта летом 1580 г. под названием Goffredo в издательстве Cavalcalupo. В издании было много ошибок, и оно состояло из всего 14 песен. В следующем году эпическая поэма, всё ещё неконтролируемая автором, находящимся в больнице Святой Анны в качестве «буйнопомешанного», была полностью опубликована издателем Виотти под началом Анджело Инженьери сначала в Парме, а затем в Казальмаджоре. Несколько месяцев спустя, 24 июня 1581 г., первое издание, отражавшее авторскую волю Тассо, было опубликовано в Ферраре под редакцией Фебо Бонна и под названием «Освобождённый Иерусалим».
Выйдя из лечебницы Святой Анны при посредничестве принца Мантуи Винченцо Гонзага, поэт вновь взялся за произведение и переписал его сверху донизу; он вычеркнул большую часть любовных сцен и сделал больший акцент на религиозно-эпической тональности сюжета, устранив ряд эпизодов. Увеличив её объём на четыре песни, поэт произвёл многочисленные перемены в фабуле и языке произведения, последовательно исключая и перерабатывая эпизоды, казавшиеся ему слишком откровенными или отступающими от классической эстетики. Тассо, пребывавший в то время при папском дворе, стремился усилить религиозный пафос поэмы, добровольно подчиниться требованиям критиков, указывавших на «нехристианский дух» его сочинения. Несмотря на все усилия автора (даже написавшего «апологию» нового варианта поэмы), эта версия была отвергнута как читателями, так и последующими критиками. Работа была окончательно опубликована в 1593 г. под новым названием Захваченный Иерусалим (с посвящением кардиналу Чинцио Альдобрандини, племяннику папы). Ввиду значительной переработки это сочинение обычно рассматривается отдельно.
Первое иллюстрированное издание Освобождённого Иерусалима было напечатано в Генуе в 1590 г. В том вошли 20 гравюр со сценами из поэмы, частично выполненные Агостино Карраччи, и частично Джакомо Франко, по рисункам Бернардо Кастелло. Агостино Карраччи также гравировал титульный лист книги, опять же на основе дизайна Замка д’Эсте, где помещён портрет Тассо.

## СочинениеОсвобождённого Иерусалима
В 1565 г. Тассо прибыл к Феррарскому двору, где мог иметь достаточно досуга для того чтобы посвятить себя, как прежде него Боярдо и Ариосто, сочинению эпической поэмы для дома Эсте. Проект был уже очень давним в воображении поэта: будучи мальчиком, Тассо уже опубликовал «Ринальдо», написанный октавами роман, чем-то похожий на поэму Амадиджи (роман в октавах, написанный его отцом Бернардо в 1560 г.), наброски которой правил юный Торквато), а затем посвятил себя сочинению Иерусалима, эпической поэмы, которую нужно было прервать, оставив полторы песни.
Даже после беспокойных редакционных событий 1580-х гг. Тассо не переставал высказывать недовольство текстом, жалуясь, что он никогда не приводил его в соответствие со своей волей. Следует отметить, что, хотя Тассо и принял ряд критических замечаний, высказанных цензорами, но тем не менее между первоначальным текстом и напечатанным в итоге текстом существовали расхождения: наиболее известное — путешествие корабля «Фортуна», который первоначально двигался на восток и достиг Америки, тогда как в печати он заканчивается на Канарских островах, именно эта условность и сделала весь этот эпизод более соответствующим критерию аристотелевского единства, — горячая тема дискуссий между поэтом и критиками. Эти ныне отсутствующие октавы, навроде путешествия орла или видения Ринальдо, собраны под названием «экстравагантные октавы» (ottave estravaganti) и являются значимым свидетельством составительского труда самого поэта. Освобождённый Иерусалим разделён на 20 песен и состоит из 1917 октав; 20 песен сгруппированы в 5 частей, соответствующих 5 актам классической трагедии.
Слава поэта ширилась, а сам он, пребывая в тюрьме Святой Анны, подумывал о переделке всего произведения. Он тщательно работал над ним после выхода из больницы, когда в 1593 г. в Риме он выпустил «Завоёванный Иерусалим», сложное произведение, полностью соответствующее гомеровской модели и католицизму после Тридентского собора, сочинение, которое Тассо называл «своей возлюбленной дочерью», хотя это произведение осталось практически неизвестно последующим читателям.

## Сюжет

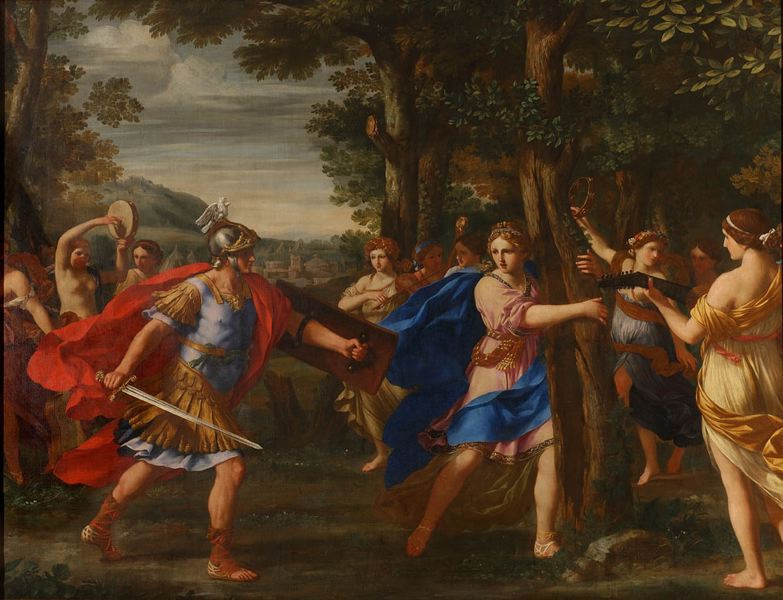
Джиакинто Джиминьяни. Встреча Ринальда и Армиды в зачарованном лесу

Историческая основа произведения — завоевание Иерусалима во время Первого крестового похода; при этом события развиваются по законам героической эпопеи и рыцарской поэмы.
Сюжет вращается вокруг исторического полководца Готфрида Бульонского, который на 6 году первого крестового похода дожидается окончания зимы в Ливане, и в это время ему является архангел Гавриил, предлагая принять на себя командование армией и совершить последнюю атаку на Иерусалим.
Христиане соглашаются избрать Готфрида своим предводителем и отправляются в Святой город. Происходят первые столкновения, и среди христиан выделяются Ринальд и Танкред, среди мусульман — Клоринда и Аргант. С вершины стен принцесса Эрминия наблюдает за битвой, сообщая королю Иерусалима Аладдину о сильнейших воинах-христианах. Аргант проявляет нетерпение из-за задержек с осадой, он хочет решить судьбу войны на дуэли и бросает вызов христианам, и на сражение с ним выходит Танкред. Однако ожесточённая дуэль была приостановлена из-за наступления темноты и отложена. Однако в дело вмешиваются бесы и решают помочь мусульманам выиграть войну. Армида использует соблазнение, чтобы привести и заключить в темницу христианских воинов. После одного из многочисленных споров, растревоживших христианский лагерь, Ринальдо вынужден покинуть лагерь. Язычница Эрминия, влюбившись в Танкреда, надевает на себя доспехи Клоринды (в которую влюблён Танкред), бежит из города и хочет отправиться в христианский лагерь для того чтобы залечить раны возлюбленного. Однако её обнаруживают при свете луны, и она вынуждена бежать и обрести убежище среди пастухов. Танкред, полагая, что это Клоринда, преследует её, однако Армида берёт его в плен, и он оказывается в замке вместе с другими крестоносцами.
Наступает день дуэли, и так как Танкред исчезает, то его заменяет Раймонд Тулузский, которому помогает ангел. Бесы в свою очередь помогают мусульманину и превращают поединок в генеральное сражение. В христианский лагерь прибывает Карл, передающий, что датский принц Свен, присоединившийся к крестоносцам со своим войском, был убит султаном турок Сулейманом. Новость об обнаружении тела Ринальдо распространяется по всему лагерю, и Аргиллан обвиняет Готфрида в убийстве. Авторитет и божественная помощь помогают ему успокоить зарождающиеся в лагере беспорядки. В этот момент Сулейман атакует христианский лагерь при поомщи Клоринды и Арганта; однако ход битвы уже переменился после прибытия крестоносцев, пленников Армиды, освобождённых Ринальдо, и которых по ошибке считали мёртвыми из-за обмана язычников.
Итак, Готфрид приказывает солдатам построить башню для нападения на Иерусалим, однако ночью Аргант и Клоринда (в которую влюблён Танкред) поджигают башню. Однако Клоринда не может войти в стены и умирает на дуэли с любящим её Танкредом, не узнавшим её, потому что она была прикрыта боевыми доспехами. Танкред огорчён убийством возлюбленной, и лишь появление во сне Клоринды удерживает его от самоубийства. Кроме того, маг Исмен заколдовал лес для того чтобы крестоносцы не смогли восстановить башню из-за отсутствия материала деревьев. Единственный, кто способен разрушить чары, — это Ринальдо, взятый в плен волшебницей Армидой, держащей его рядом с собой при помощи магического искусства. Готфрид посылает двух воинов, чтобы найти и освободить его. Ринальдо, сожалея о том, что позволил Армиде поймать себя в ловушку до такой степени, что пренебрёг своим долгом воина и христианина, одолевает чары леса и позволяет крестоносцам атаковать и завоевать Иерусалим. Поэма заканчивается водружением христианского знамени в стенах святого города.

## Содержание песен

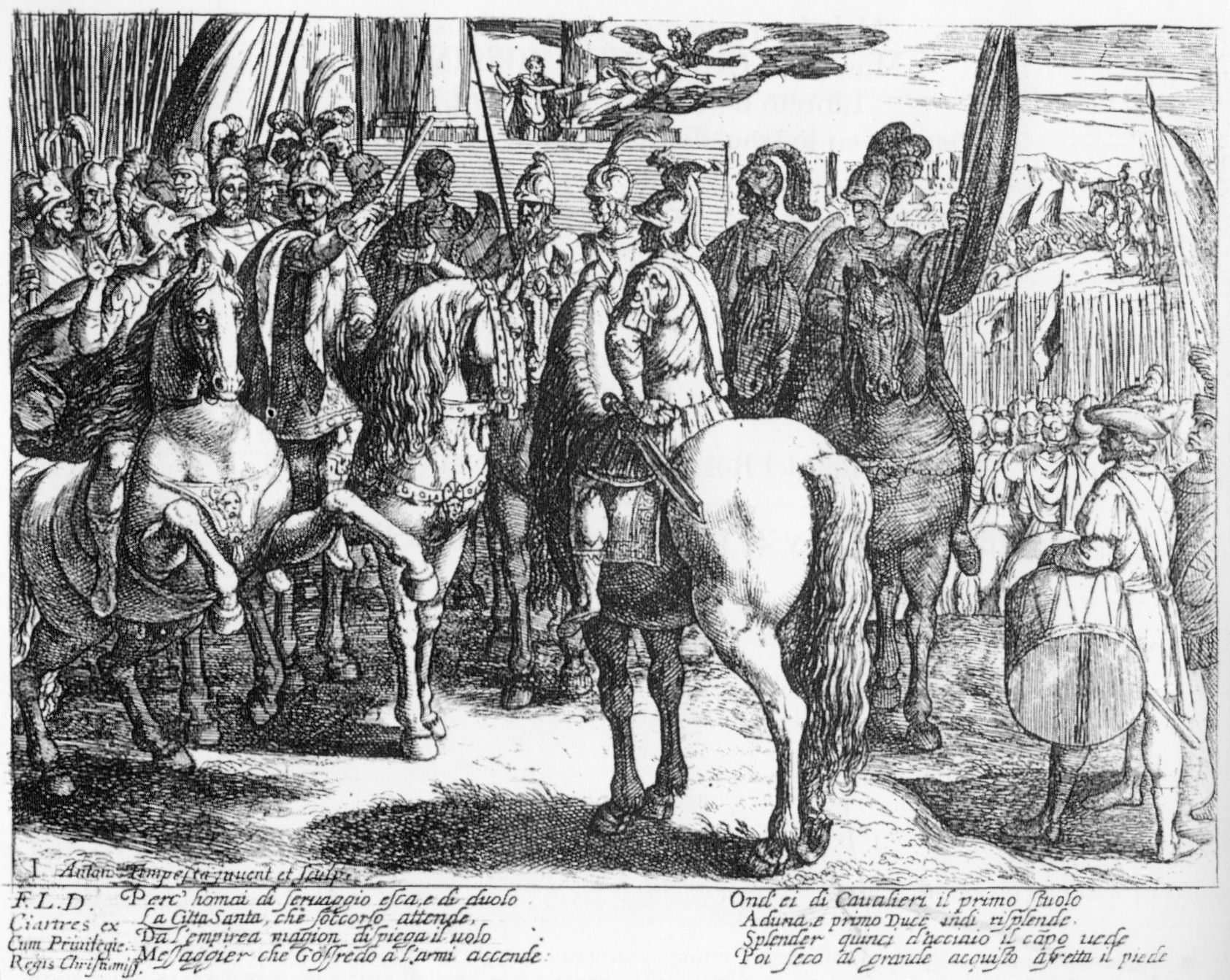
Антонио Темпеста. Иллюстрация к первой песне Освобождённого Иерусалима

- Песнь I: начинается с предисловия, краткого изложения фактов о Готфриде, отправляющемся в Иерусалим после того как во сне ему явился архангел Гавриил, приказывающий снарядить первый крестовый поход. Готфрид собирает христианских князей на совет для избрания командующих армией крестоносцев, после чего Готфрид отправляет сообщение принцу датчан. Тем временем в Иерусалиме король Аладдин готовится защищать город.
- Песнь II: маг Исмен готовит обман против Готфрида в Иерусалиме, и мы становимся свидетелями эпизода с Олиндом и Софронией, предлагающими себя в качестве козлов отпущения за предсказания Исмена, но их спасает Клоринда, королева воинов Иерусалима. Армия Готфрида расквартирована на равнине за пределами Иерусалима, куда прибывают Алет и Аргант, иерусалимские вестники для предложения королю Египта своего союза, однако Готфрид отказывается.
- Песнь III: первое столкновение между христианами и мусульманами под стенами Иерусалима, Эрминия показывает Аладдину христианских воинов, во время первого столкновения между Танкредом и Клориндой, хотя и неизвестно, что она женщина, взявшая в руки оружие. Аргант присоединяется к мусульманам и убивает Дудона, которому Готфрид вечером воздаёт почести на похоронах.
- Песнь IV: Совет адских бесов, созванный волшебником Идраотом, отправляющим волшебницу Армиду в христианский лагерь для того чтобы посеять хаос угрозами
- Песнь V: при помощи своих уловок и иллюзий Армида сеет раздор среди солдат христианского лагеря; Ринальдо убивает Гернанда. Группа всадников следует за Армидой в сторону Иерусалима, а военные действия осложняются из-за отсутствия припасов.
- Песнь VI: Аргант вызывает христиан на дуэль лучших паладинов двух армий; выбирается Танкред. Ни одному из них не удаётся победить, и поединок прерывается закатом; тем временем Эрминия, влюблённая в Танкреда, отправляется в сторону христианского лагеря из Иерусалима, надевая доспехи Клоринды, чтобы её не узнали. Однако, как только её замечают христианские часовые, она сбегает в лес.
- Песнь VII: Танкред преследует Эрминию, считая её Клориндой, и оказывается в плену в замке Армиды, так что в дуэли следующего дня на роль героя от христиан выбирается Раймонд. Между тем как Раймонд собирается одержать верх над Аргантом, адские бесы поднимают суматоху и превращают дуэль во взаимную войну между солдатами, что вызывает большое замешательство. Война наконец прерывается бурей.
- Песнь VIII: эпизод с Карлом Датским, где рассказывается о смерти Свено, убитого в засаде язычниками во главе с Сулейманом. В итоге в лагере оказывается окровавленное оружие христианина Ринальдо, и его оплакивают точно мёртвого. Прибывает одна из фурий, Алекто, подстрекая христианскую армию и подначивая Аргиллана взять на себя командование, а также лживо обвиняя Готфрида, что это он убил Ринальда. Однако суматоху прерывает Готфрид, рассказывающий правду о произошедшем, хотя он тоже опасается за жизнь Ринальдо.
- Песнь IX : Предводитель арабских воинств Сулейман застаёт врасплох христианский лагерь ночью, в то время как гарнизон под командованием Арганта и Клоринды прибывает из Иерусалима, однако вмешивается архангел Михаил, своим мечом изгоняя бесов, сопровождающих гарнизон. Чудом 50 рыцарей приходят на помощь христианам, заставляя Сулеймана отказаться от осады.
- Песнь X: Сулеймана спасает волшебник Исмен, везущий его в Иерусалим на крылатой колеснице, а затем появляется на совете короля Аладдина для того чтобы возобновить атаки на христиан. Среди 50 христианских рыцарей солдаты распознают Танкреда. Один из них[4] рассказывает о произошедшем: будучи пленниками Армиды (история аналогична заточению Одиссея с Цирцеей), они были спасены Ринальдо.
- Песнь XI: Христианское шествие к Елеонской Горе и последующее нападение крестоносцев на Иерусалим, героически защищаемый Аргантом, Сулейманом и Клориндой. Готфрид ранен во время штурма, однако он исцеляется благодаря божественному вмешательству, чтобы вновь придать храбрости крестоносцам. Однако с наступлением ночи штурм не увенчался успехом, и песня заканчивается тем, что христиане ремонтируют поврежденную штурмовую башню.
- Песнь XII: Клоринда и Аргант выходят за город для того чтобы поджечь главную осадную башню крестоносцев, хотя Арсет и пытается отговорить Клоринду, раскрывая её христианское происхождение, он пытается добиться её возможного обращения, но безуспешно. Башня сожжена, но Клоринда остаётся запертой за стенами, не имея возможности войти в них, и тогда ей приходится вступить в бой с Танкредом, возобновив их предыдущую дуэль. Он не узнаёт её, она смертельно ранена и перед смертью просит Танкреда креститься. Танкред соглашается и сокрушается от боли, его утешает Пётр Отшельник своими католическими изречениями философского толка.
- Песнь XIII: лес Сарон заколдован волшебником Исменом, препятствующим доступу крестоносцев, несмотря на попытки Танкреда. Оказавшись внутри, христиане рискуют умереть от знойной засухи злых чар, но молитвы Готфрида вызывают божественное чудо дождя.
- Песнь XIV: Готфрид видит божественный сон и отправляет Карла и Убальда освободить Ринальдо, удерживаемого Армидой, и их обоих ведёт добрый волшебник Аскалона, рассказывающий о любви Ринальда и Армиды где-то в недрах Земли, это ещё одна классическая отсылка к Одиссею и Калипсо.
- Песнь XV: Карло и Убальдо на огромном корабле приплывают на Остров Фортуны и после различных превратностей прибывают в логово волшебницы Армиды.
- Песнь XVI: эпизод в саду фей Армиды, различные отсылки к которому вдохновлены гомеровской песней сирен. Карло и Убальдо удаётся преодолеть сад иллюзий и убедить Ринальдо отказаться от удовольствий и взяться за оружие ради святого дела, несмотря на то, что Армида умоляла его остаться, впоследствии обдумывая месть.
- Песнь XVII: Осмотр египетской армии, взятый из II гомеровской песни « Илиады»; Армида затем просит царя Египта о помощи против Ринальда, который обращается к Магу Аскалона для получения новых доспехов и сражения с ещё большей силой (ещё одно гомеровское упоминание о доспехах Ахилла, полученных им от Гефеста). Из описания доспехов Тассо прослеживает мифологическую хронику происхождения рода Эсте, владык Феррары (отсылаясь к эпизоду о происхождении императора Августа в эпосе Вергилия).
- Песнь XVIII: Ринальдо возвращается в христианский лагерь для ободрения армии, он прощён королем Готфридом, и, помолившись на Елеонской Горе, он разрушает лесные чары для того чтобы иметь возможность продвинуться в сторону Иерусалима. У армии теперь есть припасы, они могут съедать дичь, так как прежде лес был непроходим благодаря магу-мусульманину Исмено, а также лес может использоваться для ремонта боевых машин. Осада ведётся с большим успехом крестоносцев. Исмен пытается наложить заклинание на крестоносцев при помощи двух волшебниц. Но христианская катапульта запускает валун, который и убивает и его, и двух ведьм. Объявляется захват города.
- Песнь XIX: дуэль Арганта и Танкреда, в которой гибнет первый. Король Аладдин укрывается с верующими в Башне царя Давида, а оруженосец Танкреда, Вафрин, отправляется в качестве шпиона в египетский лагерь. Когда они встречают Эрминию, жившую с пастухами, то обнаруживают, что Танкред серьёзно ранен. Эрминия, не раскрывая себя, с любовью заботится о нём, в то время как Вафрин раскрывает Готфриду предательство Ормонда.
- Песнь XX: войско египетского царя выстраивается под стенами Иерусалима для новой решающей битвы. Сулейман со своими арабскими войсками начинает атаку, однако его убивает Ринальдо (отсылка Вергилия на дуэль Энея и Турна), а король Аладдин убит Раймондом. Армида и Ринальд примиряются, и женщина обращается в христианство. После войны в Иерусалиме король Готфрид может получить доступ к Гробу Господню, поклоняясь ему и выполняя обет освободительного крестового похода, который ныне завершён.

## Поэтика
Идея сочинить произведение о первом крестовом походе была вызвана двумя основными целями: рассказать о борьбе между язычниками и христианами, сделавшейся вновь актуальной в новую эпоху, и передать её в русле эпико-рыцарской традиции. Тассо избирает тему первого крестового похода, поскольку это тема не слишком неизвестная в то время, чтобы читатель решил, что это чистая фантазия, но также и достаточно подходящая для фантастической обработки.
Центральная тема поэмы — эпически-религиозная. Тассо пытается переплести её с более лёгкими темами, не умаляя при этом серьёзного и познавательного замысла произведения. В поэме переплетаются два мира: идиллический и героический.
Готфрид Бульонский — главный герой, собирающий христианских рыцарей и ведущий их на освобождение Иерусалима.
В центре произведения находится осада Иерусалима, который защищают отважные рыцари. С одной стороны, это главные христианские рыцари, включая Танкреда и Ринальдо, с другой — это король Аладдин, Аргант, Сулейман и Клоринда. В произведении переплетается череда событий и в нём постоянно присутствует дуализм Добра и Зла, и хотя здесь тоже присутствует магия, однако сверхчеловеческое вмешательство даётся Небом и Адом, ангелами и демонами, переплетаясь с эротически-чувственными воплощениями.
Поэма имеет линейную структуру, в ней присутствует большие любовные истории, нередко трагические или преступные; словно тема чувственной любви, хотя и противостоит теме героизма, но необходима для эпоса и дополняет её.
Таким образом, вновь даётся неразрешённое разногласие между религиозным напряжением и земной любовью, которым постоянно вдохновлялась поэзия, начиная с Петрарки.
Тассо ставит цель отойти от «Неистового Роланда» Ариосто для того чтобы проявить большее следование литературным предписаниям установленным в «Поэтике» (Аристотеля), которую перевёл Алессандро де Пацци в 1536 г. Во-первых, Тассо отвергает прекрасную сказку рыцарского романа ради изображения чудесного в христианстве: сверхъестественные вмешательства Бога, ангелов и даже адских созданий, которые кажутся читателю правдоподобными, являются частью истины веры. Во-вторых, он отвергает и формальную конструкцию Ариосто, характеризующуюся множественностью переплетающихся друг с другом действий, что ставит под угрозу установленное аристотелевскими предписаниями единство действия. Однако он признаёт, что для удовольствия необходимо разнообразие. И для примирения этой антитезы он и заявляет, что стихотворение должно быть разнообразно, то есть представлять несколько ситуаций (битвы, любовь, бури, засуха и т. д.), но все они должны подчиняться единому миру. В одном месте из «Рассуждений о героической поэме» он сравнивает стихотворение с целым миром, в котором представлено удивительное разнообразие ситуаций, однако все они подчинены одному божественному упорядочивающему разуму. В-третьих, он желает дистанцироваться от среднего стиля, характерного для Ариосто, в пользу стиля возвышенного. Стиль должен иметь «великолепие дивного величия» (lo splendore di una meravigliosa maestà). Слова должны быть «пилигримами», то есть далёкими от современного словоупотребления. Синтаксис «будет великолепен, если будут длинны периоды и их части».
Тассо утверждает, что поэзия способна объединить «истинное» и «вероятное» при том условии, что сохраняется историческая связность при общем развитии истории. История, возвращённая к фундаменту провиденциального вмешательства Божия, позволяет достичь воспитательной цели, а для достижения наслаждения — вторая обязательная цель для Тассо — «чудесный» элемент тоже будет иметь христианский отпечаток, то есть он будет заключаться в участии ангелов и демонов.
Магия у Ариосто сказочна, а у Тассо есть цель, она помогает противопоставить добро и зло.
В «Рассуждениях о героической поэме» Тассо говорит об «авторитете истории» и об «истине религии» как основных элементах эпико-рыцарской поэмы. Затем он добавляет, что поэт должен иметь «право на притворство» (licenza di fingere) и что поэма должна раскрывать «величие и благородство событий» (grandezza e nobiltà degli avvenimenti), поскольку героический мир должен быть миром совершенства, и поэтому язык также должен быть «прославленным» (illustre). Любовь — самая сложная тема, переживаемая как правило мучительно, потому что, даже если её рассматривать как грех, а затем превзойти ценностями религии и веры, то способ повествования о ней показывает, что она остаётся неразрешенным разногласием.
Поэтому любовные истории наполнены трагическим пафосом, Танкреди влюбляется в Клоринду, мусульманскую воительницу, и приговорён судьбой убить её; Армида влюбляется в Ринальдо.
Среди аспектов своего времени, отражённых в поэме Тассо, важное место занимает двор (д’Эсте;) это важная и необходимая среда, в которой формировалось творческое воображение, в котором формировалась и сама жизнь поэта: при дворе для Тассо сошлись вместе любимое и ненавидимое им, отвергнутое и желанное; при нём раскрывается и обретает свою форму мечта о славе и о счастье и муки жизни; двор — структура, наделяющая поэзию образами великолепия, величия, это особый способ существования и взаимодействия с реальностью.

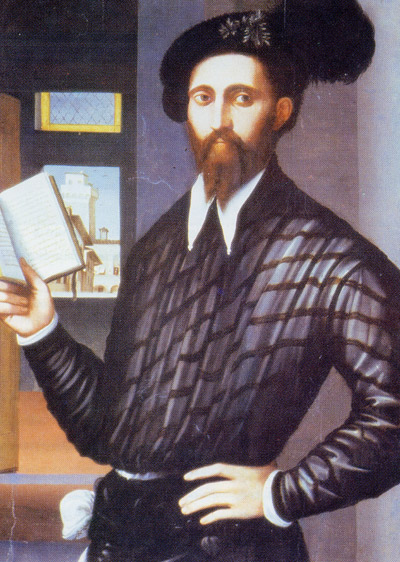
Портрет Торквато Тассо с Освобождённым Иерусалимом

## Освобождённый Иерусалими дух Контрреформации
Через год после рождения Тассо был созван Трентский собор Католической Церкви, что стало фундаментальным шагом в процессе контрреформации.
Церковь демонстрировала настоятельную необходимость культивации интеллектуалов для защиты католической ортодоксии от реформатских конфессий. Возобновление Трибунала инквизиции и создание Индекса Запрещённых Книг (Index librorum Prohibitorum) способствовали возникновению атмосферы заметного внимания к согласованности публикуемых произведений с христианской верой. В духе Контрреформации идеал ортодоксии возобладал над гуманистическими и ренессансными идеалами переоткрытия классического мира и подразумевал умеренность амбиций и отсутствие легкомыслия. Христианский интеллектуал, принимая участие в этом новом течении, начал чувствовать особую ответственность за то, что сообщают его произведения. Именно это осознание и формирует такую сложную личность, как Торквато Тассо.
Необходимость напоминания о религиозных ценностях — это часть педагогической цели его Освобождённого Иерусалима. Поэма — это не только delectare (услаждать), но и docere (учить): христиане того времени должны были вновь осознать собственное единство в сражениях для защиты своей веру от внешних угроз, то есть от турок, и от внутренних угроз, то есть от дезинтегрирующих сил, порождённых лютеровкой реформой. Необходимость информировать общество в соответствии с контрреформистским духом была причиной особого внимания Тассо, который чувствовал важность представления своего сочинения на суд 8 критиков для оценки ясности смысла, выражаемого в поэме.
Для подлинного маньериста Тассо примирение в себе и в своих произведениях умирающего духа Возрождения с религиозным напряжением означало примирения единства с разнообразием.
На стилистическом уровне множественность ситуаций должна была регулироваться как бы единым и компактным сюжетом, в котором различные элементы объединялись в густую сеть взаимоотношений и соответствий. Поэтому он и сочетал аристотелевское единство места, времени и действия с разнообразием или, лучше сказать, последовательностью второстепенных эпизодов для обогащения повествования.
Однако с точки зрения содержания очевидно то, что критиком Ланфранко Каретти было названо «диссонантной гармонией» (discorde concordia): диалектическое противопоставление героической темы, основанной на крестовом походе, которая совпадает с нравственной вовлечённостью персонажей, а также сентиментальностью, страстью и даже слабостью. У Тассо сохраняется духовная интрига, позволяя проявиться и своего рода «духовной двуличности» в попытке примирить классицизм и современное религиозное беспокойство. Чередование противоположных точек зрения, то «восходящих», то «отклоняющихся», является символом внутреннего конфликта автора в поисках единства, которое предстоит восстановить сначала в самом себе, а затем и в его произведениях. Каретти видит стабильность Ариосто в противовес нестабильности Тассо. Это связано с окончанием уверенности эпохи Возрождения, когда итальянские политические судьбы были окутаны тенью непоправимого поражения и всё более очевидным становился упадок активного и уверенного импульса, оживлявшего итальянскую цивилизацию, к которому добавлялось и ещё более строгое окончание католической реставрации. Это та эпоха, в которой наследие Ренессанса привито «новому и беспокойному духу эпохи, пораженной насильственным воздействием Реформации и глубоко жаждущей искреннего нравственного обновления».
Однако баланс между грехом и искуплением, между страстью и идеалом всегда кажется недостижимым. Стремление к недостижимому катарсису и, как следствие, отсутствие компактности преобразуются в тревогу. Это та же самая тревога, которая и делает мир произведения столь мучительным и проблематичным. Это то же чувство смятения, которое охватывает Тассо, обретающего новое понимание: сила человека и интеллекта ограничена нравственной и метафизической обусловленностью.
Как указывает Джованни Джетто, религиозная тема также присутствует в ритуале и литургии: «Впервые религия, воспринимаемая как зрелище и литургия, нашла место в итальянской поэзии». Действительно, мы обнаруживаем существенные элементы католического обряда: религиозные церемонии (похороны, мессы, шествия), таинства (причастие, крещение, исповедь).

## Персонажи
- Ринальдо (не путать с более ранним Ринальдом из «Неистового Роланда» и проч.; потомок его сестры Брадаманты)
- Армида
- Танкред Тарентский — реальное историческое лицо
- Клоринда
- Эрминия — дочь сарацинского царя, полюбившая христианского рыцаря. Решив, что он ранен, она отправилась на его поиски, надев доспехи девы-воительницы Клоринды. По пути она встретила пастуха, сидящего у своей хижины и играющего на дудочке, и его сыновей, плетельщиков корзин, которые нахваливали ей радости пасторальной жизни, в противоположность войны. Это было частым сюжетом художников барокко, как символ добродетелей сельской жизни: на поляне изображена Эрминия в доспехах (иногда слезающая с лошади) и пастух с дудкой. Эрминия может символически отказаться от своего оружия, жена пастуха и её дети помогают снимать доспехи; вокруг разбросаны корзины или лоза, пасутся домашние животные[7].

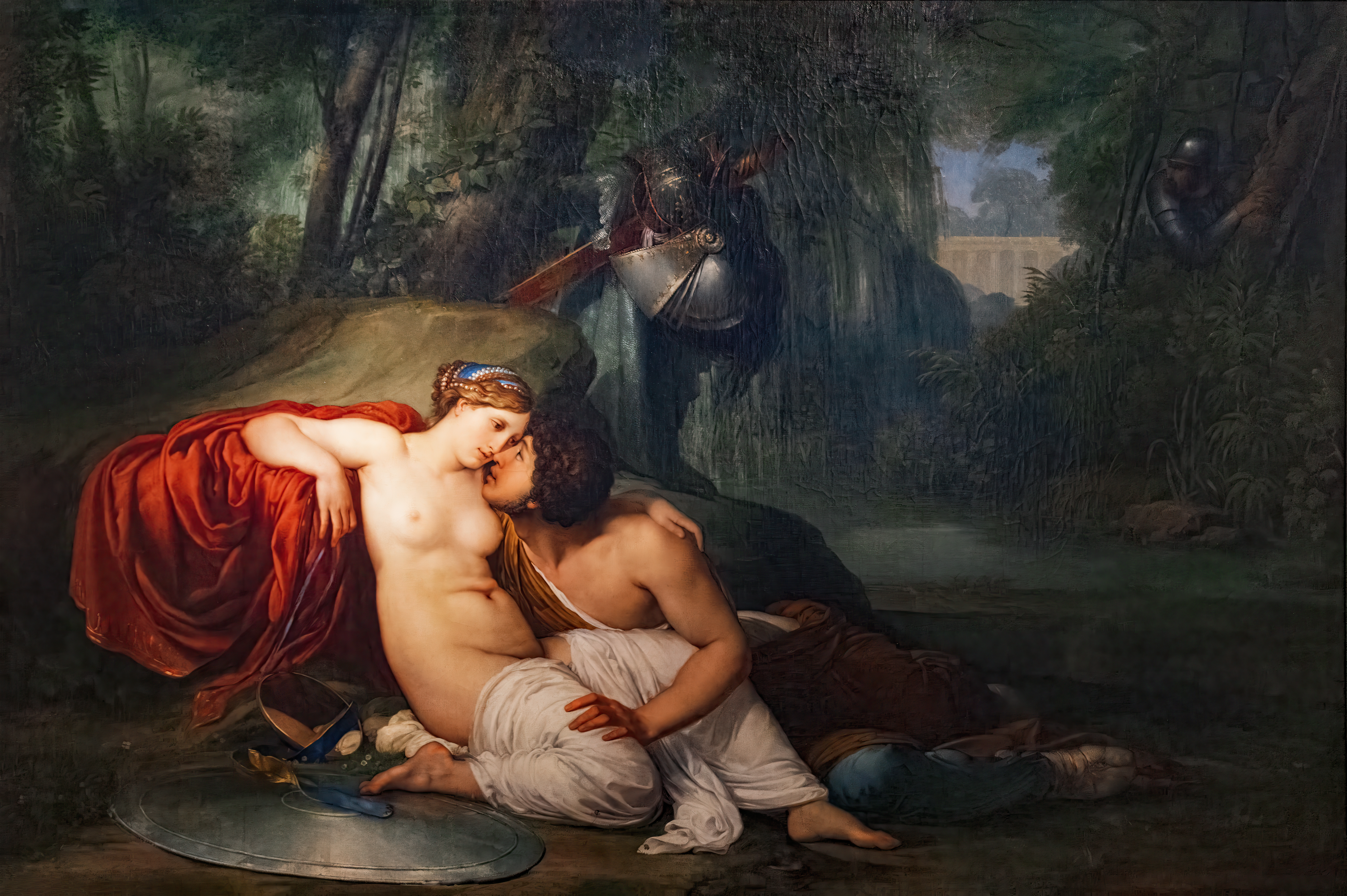
Ринальдо и Армида, холст, масло Франческо Айец, 1812, Венеция, Галерея Академии.

В честь Клоринды из поэмы назван астероид (282) Клоринда, открытый в 1889 году.
В честь Армиды назван астероид (514) Армида, открытый в 1903 году.

## Адаптации

### В музыке
К поэме Тассо не раз обращались композиторы и либреттисты. К. Монтеверди принадлежит большой театрализованный мадригал «Битва Танкреда и Клоринды» (первое исполнение в 1624). Поэма легла в основу либретто многих барочных и классических опер, среди которых «Эрминия на Иордане» М. Росси (премьера в 1633), «Армида» Ж. Б. Люлли (либретто Ф. Кино, 1686), «Ринальдо» Г. Ф. Генделя (либретто Д. Росси, 1711), «Армида» А. Сальери (либретто М. Кольтеллини, 1771), одноимённая опера К. В. Глюка (1777), а также оперы Д. Чимарозы (1777), Й. Гайдна (1784), Д. Россини (1817) и многих других композиторов.

### В живописи
Сюжеты о Ринальдо и Армиде были популярны среди итальянских и французских художников XVII—XVIII веков, они изображены на полотнах Никола Пуссена, Антониса ван Дейка, Франсуа Буше, Пьер-Анри де Валансьена и других:
- Армида и спящий Ринальдо;
- похищение Ринальдо;
- воины в саду Армиды;
- Ринальдо и Армида;
- покинутая Армида.

### Экранизации
- «Освобождённый Иерусалим» (1911), фильм Энрико Гуаццони
- «Освобождённый Иерусалим» (1913), фильм Энрико Гуаццони
- «Освобождённый Иерусалим» (1918), фильм Энрико Гуаццони
- «Освобождённый Иерусалим» (1958), фильм Карло Людовико Брагалья

## Русские переводы
- Освобождённый Иерусалим / пер. Д. Е. Мина. СПб.: Типография Суворина А. С., 1900. (Перевод октавами — размером подлинника)
- Освобождённый Иерусалим / пер. В. С. Лихачёва. СПб.: Изд. А. А. Каспари, 1910; 2-е изд. СПб.: Наука, 2007. 715 с. ISBN 978-5-02-026954-5 (Перевод пятистопным ямбом)
- Освобождённый Иерусалим / пер. Р. Дубровкина. СПб.: Издательство Ивана Лимбаха, 2020. 608 с. ISBN 978-5-89059-391-7 (Перевод октавами — размером подлинника)